# C/1861 G1 (Thatcher)
C/1861 G1 (Thatcher) é um cometa de longo período do qual se tem registro de uma única passagem pelas proximidades da Terra. 

## Órbita
Descoberto em 1861, o cometa teve seus parâmetros orbitais determinados nesse mesmo ano por Auwers e Pappe. Em 1867, foi descoberto que esse cometa estava associado às Líridas, uma chuva de meteoros visível no mês de abril.